# Amictus shafiki
Amictus shafiki är en tvåvingeart som beskrevs av Efflatoun 1945. Amictus shafiki ingår i släktet Amictus och familjen svävflugor.
Artens utbredningsområde är Egypten. Inga underarter finns listade i Catalogue of Life.